# Крістіан Бассемір
Крістіан Бассемір (нім. Christian Bassemir, 13 березня 1956) — німецький хокеїст на траві.
Срібний призер Олімпійських Ігор 1984 року.